# Кјокушин
Кјокушин каикан је стил стендап, фул контакт каратеа, који је 1964. основао корејско-јапански карате учитељ Масутацу Ојама. Кјокушинкаикан на јапанском значи „друштво крајње истине“. Кјукошин има корене у филозофији самоусавршавања, дисциплине и тешког тренинга. То је фул контакт стил који се примио широм света (током више од 40 година тренирало га је преко 12 милиона људи).

## Порекло
Оснивач Међународне карате организације кјокушинкаикана, Масутацу Ојама је рођен под именом Чои Јонг Еи 1923. године током јапанске владавине Корејом. 
Као мало дете, Ојама је уживао тући се и гледати друге како се туку. Детињство је провео у Манџурији, у Кини, где је научио Кемпо од кинеског сезонског радника под именом Ли. Ојама наводи Лија као свог првог учитеља.
1932, одселио се у Јапан са браћом која су се уписала у Јанаманиши авијацијску школу. Ојама је студирао на Васеда универзитету и завршио политичке науке.
Тренирао је окинавански карате и добио 2. дан. Касније је тренирао даито-рју аики-џиуџицу.
Након Другог светског рата, Ојама је почео тренирати гоџу-рју карате код мајстора Со Неи Чуа који је водио доџо у Токију са познатим гоџу учитељем Гоген Јамагичијем. Добио је 8. дан у Гоџу-рју каратеу. Други утицај из гоџу школе је био Масахико Кимура. Иако је дошао до нивоа асистента карате инструктора у доџоу, Ојама је тренирао код Кимуре, џудо шампиона који је победио Хелија Грејсија у бразилској џиуџици. Кимура је охрабрио Ојаму да прихвати џудо и упозна се са партерним техникама. Кимура га је одвео у Соне доџо у Накану у Токију где је тренирао четири године и на крају добио 4. дан у тој дисциплини.
Након тога се Ојама први пут повукао у планине на свој добро познати период усамљеног тренинга, такозвани јамагомори. Имао је таква два повлачења која су трајала три године, у складу са аскетском традицијом многих великих старих јапанских ратника. Током тих периода изолације, Ојама се бавио интензивно шугјоом, или духовном дисциплином.
Почетком 1950их Ојама је путовао у САД и посетио 32 државе.
1953. Ојама је изашао из гоџу рјуа и отворио сопствени карате доџо, који је назвао „Ојама доџо“ у Токију, али је наставио да путује широм Јапана и света, демонстрирајући борилачке вештине. Његов први доџо је био у Меџиру у Токију. Ојамин властити наставни план је убрзо добио репутацију тешког, интензивног, упечатљивог и практичног стила, и постао је познат као Ојама фул контакт карате. Како је репутација доџоа расла, ученици су били привучени могућношћу да тренирају ту, долазећи широм Јапана у великом броју.
Званично је основао „Међународну Карате организацију кјукошинкаикана“ (скраћено на енгл. ИКО или ИКОК), с циљем да организује многе школе које би училе кјукошин карате.

## Касније
Након Ојамине смрти 1994. године ИКО се распала у две групе, због личних сукоба око тога ко би требало да наследи Ојаму .